# 酈炎
酈炎（150年—177年），字文勝，范陽郡（今河北省涿州市）人，酈食其的後裔。有集二卷。

## 生平
漢靈帝時，州郡徵召酈炎，酈炎不願前往就職，作了二首詩以見其志。
酈炎後來得了瘋病，酈炎向來孝順，母親病重，酈炎因而精神失常，酈炎的妻子剛生完小孩受驚嚇而死，妻家到官府控訴酈炎，於是酈炎被逮捕入獄。由於酈炎染瘋病所以也無法對質，熹平六年（177年），酈炎死在獄中。年僅二十八歲，尚書盧植爲他作誄，來彰顯他的美德。

## 作品

### 遺令書
酈炎十七歲作《酈篇》，二十七歲作《七平》（《遺令》四帖）。《遺書令》寫在撕破的衣裳上，是酈炎臨死時寫給早亡的父親、母親、出生不久的兒子止戈的信。

### 見志詩
《後漢書》僅收錄了《見志詩》詩二首，《見志詩》涉及的歷史人物有八人，但主要是以詠史見志。其中提及的人物有陳平、韓信、賈誼、周勃、灌嬰、伯樂、卞和、孔子。
游國恩《文學史·五言詩的起源和發展》中提及酈炎的《見志詩》二首表示作者不信宿命的思想、超邁絕塵的雄心壯志和賢材被抑不用的感慨。認為東漢末年，漢桓帝、漢靈帝之際，五言詩作者代表有秦嘉、蔡邕、酈炎、趙壹、辛延年、宋子侯等人。
朱自清認為酈炎的《見志詩》是「吟詠情性」，自述懷抱，而歸於政教。
葛曉音指出酈炎的《見志詩》二首，將西漢以來文人四言、騷體詩中早已出現的窮達之嘆用以五言詩的形式表現出來，為五言詩發展的契機，認為其託物喻志的興寄開魏晉阮籍《詠懷》詩和左思《詠史》詩的先聲。
翦伯讚認為五言詩大半為文學家發揮個人興奮或抑鬱之作，像酈炎的《見志詩》、趙壹的《疾邪賦》、孔融的雜詩等，覺得那些文詞都通俗平易，就像歌謠，判斷這些詩不能成為萬人傳誦的歌謠，因為內容都是作者發洩自身的抑鬱。

## 評論
- 盧植：自齔末成童。著書十餘箱。文體思奧。爛有文章。箴縷百家。[12]
- 鐘嶸：文勝託詠靈芝，懷寄不淺。（鐘嶸將酈炎和班固、趙壹並列）[13]
- 許學夷：「趙壹、酈炎、孔融、秦嘉五言，俱漸見作用之跡，蓋其時已與建安相接矣。」（許學夷認為其五言詩已影響建安文學）[14]
- 王世貞惋惜酈炎的早逝，[7]並擬詩一首《酈徵士炎見志》。[15]

## 延伸阅读
[在维基数据编辑]
 《後漢書·卷80下》，出自范晔《後漢書》